# Saint-Jean-du-Falga
Saint-Jean-du-Falga è un comune francese di 2 751 abitanti situato nel dipartimento dell'Ariège nella regione dell'Occitania.

## Società

### Evoluzione demografica
Abitanti censiti